# Ryota Kajikawa
Ryota Kajikawa (梶川 諒太 Kajikawa Ryota?, Hyogo, 17 de abril de 1989) es un futbolista japonés que juega como centrocampista en el Fujieda MYFC.

## Trayectoria

### Clubes
| Club                 | País  | Año       |
| -------------------- | ----- | --------- |
| Tokyo Verdy          | Japón | 2011-2012 |
| Shonan Bellmare      | Japón | 2013-2014 |
| V-Varen Nagasaki     | Japón | 2015-2016 |
| Tokyo Verdy          | Japón | 2017-2019 |
| Tokushima Vortis     | Japón | 2020-2021 |
| Tokyo Verdy (cedido) | Japón | 2021      |
| Tokyo Verdy          | Japón | 2022-2023 |
| Fujieda MYFC         | Japón | 2024-     |